# Liste der Monuments historiques in Bois (Charente-Maritime)
Die Liste der Monuments historiques in Bois (Charente-Maritime) führt die Monuments historiques in der französischen Gemeinde Bois auf.

## Liste der Bauwerke
| Bezeichnung      | Beschreibung              | Standort | Kennzeichnung | Schutzstatus | Datum | Bild           |
| ---------------- | ------------------------- | -------- | ------------- | ------------ | ----- | -------------- |
| Kirche St-Pierre | Erbaut im 12. Jahrhundert | (Lage)   | PA00104624    | Classé       | 1907  | weitere Bilder |

## Liste der Objekte

### Kirche St-Pierre
| Bezeichnung                          | Beschreibung                                                                 | Standort | Kennzeichnung | Schutzstatus | Datum | Bild |
| ------------------------------------ | ---------------------------------------------------------------------------- | -------- | ------------- | ------------ | ----- | ---- |
| Gemälde Christ et les enfants        | Gemälde mit Rahmen; Öl auf Leinwand, Holz, um 1700                           | (Lage)   | PM17001962    | Inscrit      | 2003  |      |
| Gemälde Le Christ et Marie-Madeleine |                                                                              | (Lage)   | PM17001803    | Inscrit      | 1997  |      |
| Gemälde Kreuzigung                   | Öl auf Leinwand, 18. oder 19. Jahrhundert                                    | (Lage)   | PM17001843    | Inscrit      | 1999  |      |
| Gemälde La femme adultère            | Gemälde mit Rahmen; Öl auf Leinwand, Holz, erste Hälfte des 19. Jahrhunderts | (Lage)   | PM17001963    | Inscrit      | 2003  |      |